# YBCニュース
『YBCニュース』（ワイビーシーニュース）は、山形放送で放送されている山形新聞協力のローカルニュースである。かつては『山形新聞ニュース』（やまがたしんぶんニュース）として放送されていた。なお2012年4月2日早朝（『グッとモーニン!!』の箱番組・1コーナー枠）よりラジオのスポットニュース枠は『YBCニュースライナー』（ワイビーシーニュースライナー）にタイトル変更となった。

## 放送時間

### ラジオ
- ほぼ毎正時（00分）の放送が基本。現在は「YBCニュースライナー」というタイトルとなっているが、かつてテレビ朝日系列で放送され、YBCテレビでもクロスネット時代に放映していた昼ニュース番組『ANNニュースライナー』という番組名の直接的な関連性は持っていない。
- ★印は天気予報とともに放送。ジングルには佐伯敏光→内野航の声で「YBCニュースライナー」のコールが入る。ワイド番組内包時間帯は時間が流動的。

平日
- ★7:00 / ★8:15（『グッとモーニン!!』に内包）
- ★9:30（『ミュージックブランチ』に内包）
- ★12:00
- ★13:30 / ★15:30（『ゲツキンラジオ ぱんぱかぱ〜ん』に内包）
- ★18:00

土曜
- ★11:00
- ★18:00

日曜
- 10:00
- ★12:00
- ★18:00

### テレビ
- 夕方：日曜 17:10 - 17:15に独立番組として放送。タイムテーブル・EPGでは「YBCニュース」となっているが、テレビ放送画面でのタイトルは、「YBCニュース・サンデー」と表記している。『真相報道 バンキシャ!』のローカルコーナー（18:50頃）でも改めて県内ニュースを伝えている。よって日曜夕方は、17時台と18時台に振り分けて放送中。

## 備考
山新が休刊日に当たる場合、前日の紙上で「山新休刊当日のニュースはYBCテレビ・ラジオでご視聴下さい」という注釈が記載される。

## 関連番組

### YBCテレビの夕方ローカルニュース枠
- 山形新聞ニュース
- 山形新聞日曜夕刊
- YBC6時です・ニュースコーナー→YBCワイド60・ニュースコーナー
- YBCニュースToday
- YBC6:00きょうのニュース→YBCライブオンネットワーク→YBCきょうのニュース
- YBCきょうのニュース・プラス1→YBCニュースプラス1
- YBC日曜夕刊
- The独占サンデー・県内ニュース
- YBC Newsリアルタイム
- YBC news every.
- 真相報道バンキシャ!・県内ニュース

### YBCラジオの夕方ローカル情報枠
- YBCイブニングスコープ